# Edda Goede
Edda Goede (* 10. Dezember 1940 in Osnabrück) ist eine ehemalige deutsche Politikerin (SPD).
Goede besuchte die Grundschule in Stralsund und machte im Jahr 1958 ihren Realschulabschluss in Sulingen. Im Anschluss machte sie eine Ausbildung zur kaufmännisch-praktischen Arzthilfe in Bad Harzburg. Zwischen 1975 und 1978 besuchte sie die Fachschule für Sozialpädagogik in Stade. Im Jahr 1979 wurde sie als staatlich geprüften Erzieherin anerkannt. Seit 1970 bis zur Wahl in den Landtag war sie als Leiterin des Kinderspielkreises in Albstedt tätig. Ferner war sie seit 1968 Leiterin der Bildungsvereinigung „Arbeit und Leben“ in der Samtgemeinde Hagen.
Im Jahr 1969 wurde sie Mitglied der SPD. Zwischen 1972 und 1977 wurde sie Kreistagsabgeordnete des Landkreises Wesermünde im Anschluss im Landkreis Cuxhaven. Hier wurde sie zudem stellvertretende SPD-Fraktionsvorsitzende sowie Vorsitzende des Jugendhilfeausschusses. Goede wurde zum Mitglied des Niedersächsischen Landtages in der elften bis zur vierzehnten Wahlperiode von 1986 bis 2003 gewählt. In der zwölften Wahlperiode wurde sie vom 21. Juni 1990 bis 20. Juni 1994 Vizepräsidentin des Niedersächsischen Landtages.

## Quelle
- Barbara Simon: Abgeordnete in Niedersachsen 1946–1994. Biographisches Handbuch. Hrsg. vom Präsidenten des Niedersächsischen Landtages. Niedersächsischer Landtag, Hannover 1996, S. 121.

| Personendaten    | Personendaten                   |
| ---------------- | ------------------------------- |
| NAME             | Goede, Edda                     |
| KURZBESCHREIBUNG | deutsche Politikerin (SPD), MdL |
| GEBURTSDATUM     | 10. Dezember 1940               |
| GEBURTSORT       | Osnabrück                       |